# Mutter (canción)
«Mutter» ("madre" en alemán) es el cuarto sencillo del álbum homónimo del grupo musical alemán Rammstein. Se lanzó al mercado el 25 de marzo de 2002 y alcanzó la posición 47 en la lista alemana de sencillos. El maxi CD incluye una canción instrumental titulada 5/4 que sirvió como introducción para los conciertos de la gira del disco.
La revista Rolling Stone definió el tema como un "torbellino de cuerdas wagnerianas y guitarras pulverizantes y épicas". Al igual que otras canciones de Rammstein, Mutter ha sido versionada por el grupo coral Scala & Kolacny Brothers.

## Música y letra
Al inicio de la canción se oye el llanto de un bebé. La voz de Till Lindemann suena inusualmente suave durante las estrofas, acompañada por un arpegio de guitarra. En el estribillo, el cantante grita de forma desgarradora la palabra «madre» mientras suena un riff con mucha distorsión y una melodía de sintetizador. El último estribillo suena un tono más alto que los anteriores.
El significado de la canción tal como la catedrática Alexandra Lloyd mencionó en una entrevista: «nos recuerda a una fábula gótica donde la presencia de los padres es casi nula, así mismo se puede interpretar una crítica a la clonación humana», un tema muy recurrente en los años 2000. «Nadie me dio un nombre / concebido sin amor ni semen». También puede ser una referencia a las relaciones de los miembros de la banda con sus madres ya que nos habla de una madre ausente a la que el narrador añora con ahogar y enfermar. «También se menciona una marca de nacimiento, la cual Lloyd la relacionó como una referencia al ex primer ministro de la URSS Mijaíl Gorbachov. Mientras la relación torturada entre la descendencia y los padres es un símbolo de la Alemania Oriental, y la madre, como Rusia».

## Vídeo
El videoclip está protagonizado por Till Lindemann, que interpreta dos papeles distintos: el primero es un hombre vestido con ropa oscura navegando en un bote de remos sobre un lago y el segundo un clon encerrado en una mazmorra subterránea, desde cuyo punto de vista se presenta la narración.

## En vivo
Debutó en abril del año 2000 en su forma demo en un concierto solo para miembros del club de fanes.[cita requerida] La única diferencia entre la versión demo y la versión final es que la primera estaba menos orquestada. Durante la gira Mutter era interpretada en todos los espectáculos, excepto en el Pledge of Allegiances tour en Norteamérica.[cita requerida] Mutter quedó fuera de la lista de canciones de la gira Reise, Reise.

## Contenido
1. «Mutter»  (Radio edit)  (3:40)
2. «Mutter»  (Vocoder Remix)  (4:32)
3. «5/4» (5:30)
4. «Mutter»  (Sono's inkubator Remix)  (7:22)

### Otros formatos
- 2 canciones incluidas "Radio edit" y "5/4" ´(Bélgica, Suecia, etc.)